# グリシントランスポーター1
グリシントランスポーター 1(英: glycine transporter 1）)は、SLC6A9遺伝子によりコードされるたんぱく質のこと。

## グリシントランスポーター1阻害薬
グリシントランスポーター1を阻害することによりグリシン濃度が上昇し、それにより脳内のNMDA受容体の機能が増強され、統合失調症の認知機能障害が改善されるとする仮説が立てられている。いくつかの候補薬が臨床試験に臨床試験の段階となっている。
- ASP2535 [5]。

- イクレペルチン：日本を含む第3相国際共同治験中。ベーリンガーインゲルハイムが開発[6]。
- ビトペルチン：アメリカで第3相治験中。
- ORG-25935
- PF-03463275:アメリカで第2相治験中
- ペサンパトル：アメリカで第2相治験中。ファイザーが開発を行っている。
- サルコシン